# Бургундски имперски окръг
Вижте пояснителната страница за други значения на Бургундия.
Бургундският имперски окръг (на немски: Burgundischer Reichskreis; на френски: Cercle de Bourgogne) е един от десетте имперски окръзи, в които император Максимилиан I през 1500 или 1512 г. разделя Свещената Римска империя.

## История
През 1500 или 1512 г. император Максимилиан I от Бургундска Нидерландия и Свободното графство Бургундия образува Бургундиски имперски окръг на Свещената Римска империя. Състои се най-вече от наследените земи от Дом Бургундия на Хабсбургите на Запад в империята, които заедно се наричат Херцогство Бургундия.
Окръгът се състои от две разделени териториални части, Свободното графство Бургундия на юг и така наречената Бургундска Нидерландия на север. Днес това са в голяма част държавите Нидерландия, Белгия и Люксембург. Площта от около 25.880 km² с над 1,5 милиони жители е отстъпена през 1797 г. чрез Кампо-Формийския (Campo Formio) на Франция.